# نيكو فان دير ليندن
نيكو فان دير ليندن (12 مارس 1985 بلجيكا - ) هو لاعب كرة قدم بلجيكي يلعب كمدافع.

## روابط خارجية
- نيكو فان دير ليندن على موقع قاعدة بيانات كرة القدم.إي يو (الإنجليزية)